# بطولة شتوتغارت المفتوحة
بطولة شتوتغارت المفتوحة أو كأس مرسيدس (بالإنجليزية: Stuttgart Open)‏ هي بطولة كرة مضرب ضمن سلسلة بطولات ال250 نقطة في رابطة محترفي كرة المضرب، بدأت في عام 1916 في شتوتغارت، ألمانيا، وتلعب هذه البطولة على الأراضي الترابية
يذكر أن أحد الأمور المميزة في هذه البطولة أن الفائز باللقب يتم منح إضافة للمبلغ المالي، سيارة مرسيدس، وتعد هذه البطولة أنها من أكبر البطولات التي تقدم جوائز مالية ضخمة.